# Man'yōshū
Man'yōshū (万葉集? - Raccolta di diecimila foglie) è la più antica collezione di poesie di waka in giapponese giunta fino a noi.

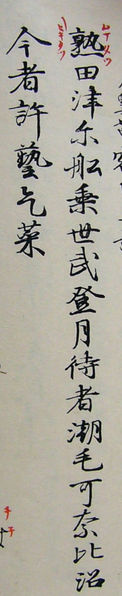
Una replica di una poesia del Man'yōshū n. 8, di Nukata no Ōkimi

Fu compilata molto probabilmente intorno alla seconda metà dell'VIII secolo, durante il periodo Nara, è formato da 4496 componimenti (4172 tanka, 262 chōka (長歌?) e 62 sedōka (旋頭歌?)) scritti tra la seconda metà del V e la metà dell'VIII secolo, anche se per la maggior parte dei poemi la data di composizione si deve collocare tra la seconda metà del VII e la prima metà dell'VIII.
Le poesie possono essere classificate, per argomento, in tre grandi categorie: zōka (miscellanee) che trattano di cerimonie, viaggi, banchetti e leggende; sōmonka (poesie d'amore), dove si parla dell'amore tra uomo e donna, e, in alcune anche dei sentimenti del poeta per i figli, o per fratelli e sorelle; e banka (elegie).
I circa cinquecento autori (di cui settanta sono donne) appartengono a tutti i ceti sociali: membri della famiglia imperiale, contadini, soldati, artigiani e monaci. Gli autori più famosi del Man'yōshū sono: Kakinomoto no Hitomaro, Yamabe no Akahito, Yamanoue no Okura, Ōtomo no Tabito e Ōtomo no Yakamochi. Tra le donne troviamo: la principessa Nukata, Ōtomo no Sakanoue no Iratsume, Kasa no Iratsume.

## Struttura dell'opera
I componimenti sono scritti in giapponese usando gli ideogrammi cinesi presi per il loro valore fonetico, secondo il sistema di scrittura noto come man'yōgana. Molte delle più antiche poesie del Man'yōshū furono scritte da imperatori, principi e principesse imperiali. Tra queste alcune, per il metro (che si distacca dalla cadenza 5-7-5-7-7) e per il contenuto, sono simili alle antiche ballate.

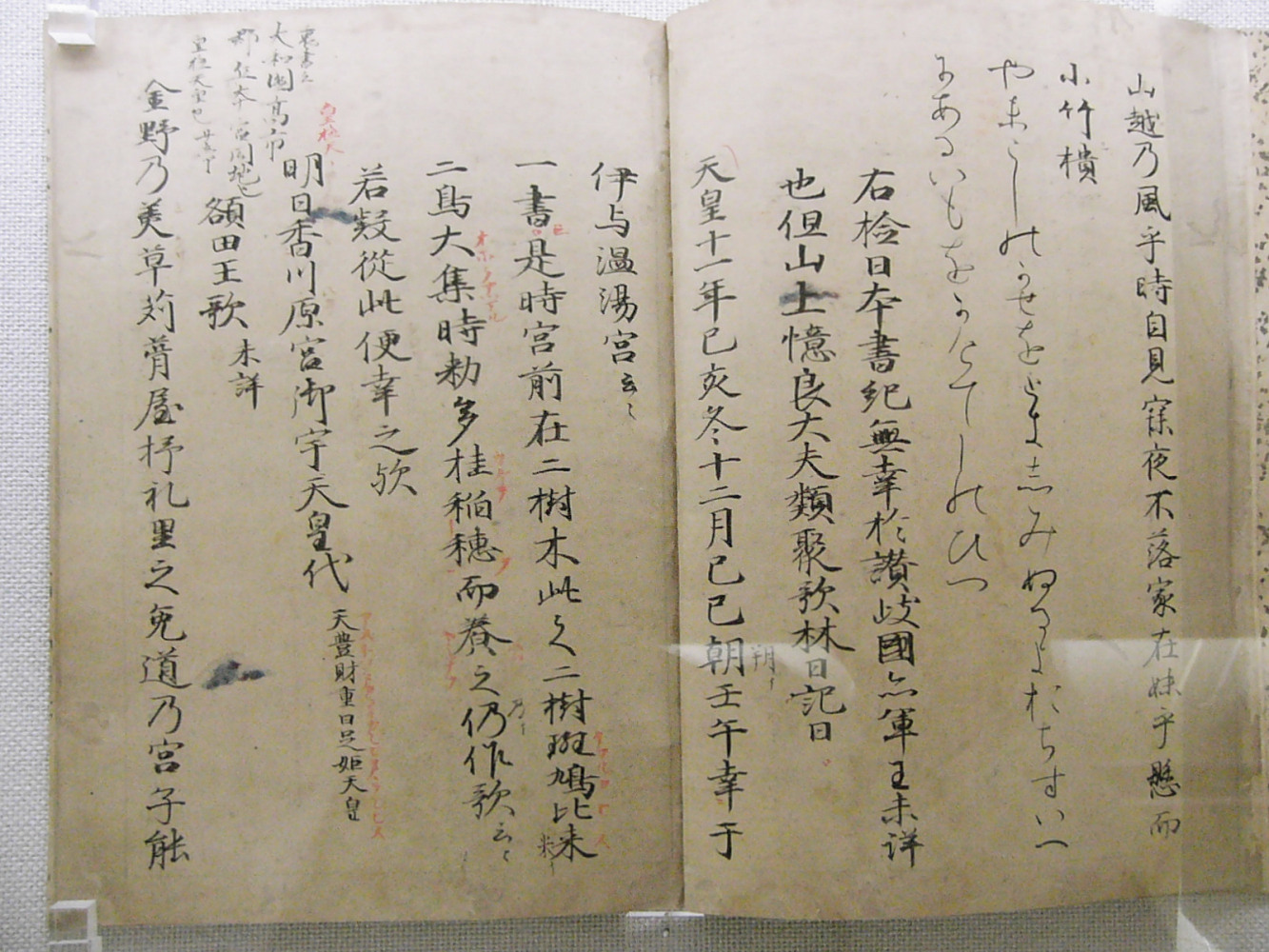
Una pagine del Man'yōshū

Queste poesie erano l'espressione di una emotività tutta personale, stese secondo uno schema prefissato. Fra tutti i poeti del Man'yōshū forse solo Kakinomoto no Hitomaro fu in grado di gareggiare con la Principessa Nukata nella padronanza dell'uso delle vocali nel tanka. Nel Man'yōshū sono contenuti più di 450 tanka e 20 chōka dovuti a Kakinomoto no Hitomaro, che possono essere divisi in due categorie: i poemi "ufficiali" scritti nella sua funzione di poesia di corte, e quelli che sono l'intima espressione dei suoi sentimenti. Fa molto uso di makura kotoba (epiteti di convenzione, letteralmente "parole-cuscino") e di jo (versi introduttivi), ed è maestro negli tsuiku (distici), nei kurikaeshi (ritornelli) e nel comporre poesie lunghe. Con la ripetizione del metro 5-7,5-7...5-7-7 definì la forma della poesia lunga (chōka, la cui tradizione si può dire conclusa con il Man'yōshū) e con il suo ricco e variato vocabolario raggiunse una perfetta cadenza stilistica.
All'epoca del Man'yōshū, il buddhismo non era ancora riuscito ad affermarsi tra la gente comune, ma a quanto pare non faceva sentire la sua presenza neppure nelle elegie composte dai membri dell'aristocrazia classe al potere. Non c'era un Buddha ad attendere questi uomini dopo la morte, almeno a giudicare dai loro poemi che esprimevano solo il semplice desiderio di vivere a lungo, una riluttanza a lasciare questo mondo e un lamento per la brevità della vita.
In Giappone, alcuni giardini come quello di Akatsuka, hanno un'area specificatamente dedicata alle piante medicinali menzionate nell'opera. 

## Esempi di poesie
(Principessa Nukata, Man'yōshū, I, 20)
(Kasa no Iratsume, Man'yōshū, IV, 600)
(Ōtomo no Tabito, Man'yōshū, III, 341)
(Ōtomo no Yakamochi, Man'yōshū, XIX, 4292)